# Edward Linskens
Edward Linskens (Venray, 6 november 1968) is een Nederlands voormalig voetballer. Hij was van 1987 tot en met 1998 actief in het betaald voetbal voor PSV, NAC, KSC Lokeren en VVV. Linskens werd met PSV vier keer Nederlands kampioen en won in 1987/88 de Europacup I met de Eindhovense club.

## Biografie

### PSV
Linskens begon bij SV Venray en speelde daar tot hij werd opgenomen in de jeugdopleiding van PSV. Op 16 januari 1988 maakte hij zijn debuut voor de Eindhovense club in de competitie tegen FC Twente. Op 6 april 1988 speelde hij in de halve finale van de Europacup I tegen Real Madrid. In de 19e minuut kreeg Linskens door Frank Arnesen de bal toegespeeld in het strafschopgebied, waarna hij, met een onhandige schuiver met de hak, de bal achter doelman Francisco Buyo wist te krijgen. PSV speelde hierdoor in het Bernabeu met 1-1 gelijk en wist de return in Eindhoven op 0-0 te houden. De club bereikte hiermee de finale, waarin zij, tegen Benfica, de Europacup I voor landskampioenen wist te veroveren.
In de jaren die volgden speelde Linskens veel wedstrijden voor PSV, maar wist echter nooit uit te groeien tot een vaste waarde. Wel werd hij gezien als ideale twaalfde man, een rol die later zou worden vervuld door onder andere Theo Lucius en Otman Bakkal. Toch bewees hij meermaals zijn waarde als slimme middenvelder voor de club, zoals in de 2-1-overwinning tegen Ajax op 14 februari 1993, waarin Linskens beide doelpunten maakte en verantwoordelijk was voor het binnenhalen van een, door Romário gemiste, strafschop. In 1996 vertrok Linskens bij PSV, nadat hij van trainer Dick Advocaat te horen had gekregen dat er weinig uitzicht meer voor hem was op speeltijd.

### Verdere voetbalcarrière
Kort na de winterstop vervolgde Linskens zijn carrière bij NAC, waar hij als grote speler werd binnengehaald en een contract tekende voor drie en een half jaar. Al na korte tijd werd hij door trainer Wim Rijsbergen echter uit de selectie gezet vanwege een gebrek aan conditie en inzet. Toen Linskens zich aan het eind van het seizoen moest melden bij het tweede elftal meldde hij zich ziek en leverde vervolgens zijn contract in. Hij vond uiteindelijk onderdak bij het Belgische Lokeren, waar hij een contract tekende voor 2 jaar. In zijn eerste seizoen kwam hij tot 20 wedstrijden en 3 doelpunten. De Belgische speelstijl bleek echter niet te passen bij de speler en Linskens leverde na een seizoen ook hier zijn contract in.
Aan het begin van het seizoen 1996-1997 leek het erop dat Linskens zonder club kwam te zitten. Uiteindelijk was het VVV, dat uitkwam in de eerste divisie, die Linskens na een stage een contract aanbood. Hoewel Linskens goed functioneerde binnen het team werd aan het eind van het seizoen zijn contract niet verlengd, omdat hij te duur zou zijn. Toen het hem niet lukte een nieuwe club te vinden, besloot hij in afwachting te gaan spelen bij SV Venray, om zo in beeld te komen bij profclubs. Op 4 oktober 1998 raakte hij in een wedstrijd tegen SV Blerick zwaar geblesseerd aan zijn kniebanden, waardoor hij een verdere carrière als voetballer kon vergeten.

## Statistieken
| Seizoen | Club        | Competitie     | Wedstrijden | Doelpunten |
| ------- | ----------- | -------------- | ----------- | ---------- |
| 1987/88 | PSV         | Eredivisie     | 14          | 0          |
| 1988/89 | PSV         | Eredivisie     | 17          | 3          |
| 1989-90 | PSV         | Eredivisie     | 18          | 0          |
| 1990/91 | PSV         | Eredivisie     | 12          | 1          |
| 1991/92 | PSV         | Eredivisie     | 24          | 2          |
| 1992/93 | PSV         | Eredivisie     | 29          | 8          |
| 1993/94 | PSV         | Eredivisie     | 17          | 1          |
| 1994/95 | PSV         | Eredivisie     | 28          | 5          |
| 1995/96 | PSV         | Eredivisie     | 10          | 0          |
| 1995/96 | NAC         | Eredivisie     | 5           | 0          |
| 1996/97 | KSC Lokeren | Eerste klasse  | 20          | 3          |
| 1997/98 | VVV         | Eerste divisie | 30          | 7          |
| Totaal  |             |                | 224         | 30         |

### Carrière na het voetbal
Linskens werd na zijn actieve carrière beheerder van de PSV FANstore in het Philips Stadion, waar hij van 2000 tot 2008 werkte. In 2010 runde hij sportzaak Heuvelsport in Eindhoven, die een jaar later failliet ging. In 2013 dook hij weer op in het voetbal, toen hij assistent-trainer werd van het tweede elftal van SV Venray. Sinds 2015 is Linskens werkzaam in de uitvaartbranche.

## Erelijst
| Competitie           | Aantal | Jaren                              |     |     |
| PSV                  | PSV    | PSV                                | PSV | PSV |
| -------------------- | ------ | ---------------------------------- | --- | --- |
| Internationaal       |        |                                    |     |     |
| Europacup I          | 1x     | 1987/88                            |     |     |
| Nationaal            |        |                                    |     |     |
| Eredivisie           | 4x     | 1987/88, 1988/89, 1990/91, 1991/92 |     |     |
| KNVB beker           | 3x     | 1987/88, 1988/89, 1989/90          |     |     |
| Nederlandse Supercup | 1x     | 1992                               |     |     |